# Feldbach (Haut-Rhin)
Feldbach is een gemeente in het Franse departement Haut-Rhin (regio Grand Est) en telt 433 inwoners (2004). De plaats maakt deel uit van het arrondissement Altkirch.

## Geschiedenis
De gemeente maakte deel uit van het kanton Hirsingue tot dit op 22 maart 2015 werd opgeheven en Feldbach werd opgenomen in het kanton Altkirch.

## Geografie
De oppervlakte van Feldbach bedraagt 5,0 km², de bevolkingsdichtheid is 86,6 inwoners per km².
De onderstaande kaart toont de ligging van Feldbach (Haut-Rhin) met de belangrijkste infrastructuur en aangrenzende gemeenten.

## Demografie
Onderstaande figuur toont het verloop van het inwonertal (bron: INSEE-tellingen).